# Alajos Mészáros
Alajos Mészáros (ur. 18 czerwca 1952 w Bratysławie) – słowacki inżynier i wykładowca węgierskiego pochodzenia, dyplomata, poseł do Parlamentu Europejskiego VII kadencji.

## Życiorys
W 1975 ukończył studia w szkole wyższej SVŠT przemianowanej później na Słowacki Uniwersytet Techniczny w Bratysławie. W 1983 uzyskał stopień kandydata nauk technicznych w dziedzinie cybernetyki technicznej. Od 1975 do 1994 pracował jako asystent w katedrze automatyzacji na macierzystej uczelni. W 1994 został docentem w dziedzinie inżynierii chemicznej i do 1997 kierował tą katedrą. Od 1999 do 2002 był prodziekanem ds. projektów zagranicznych.
Od 2006 do 2007 reprezentował Słowację w Sztokholmie jako ambasador nadzwyczajny i pełnomocny. W wyborach w 2009 uzyskał mandat deputowanego do Parlamentu Europejskiego z listy Partii Koalicji Węgierskiej; sprawował go do 2014.